# Order Sztandaru Pracy
Order Sztandaru Pracy, pierwotnie order „Sztandar Pracy” – polskie odznaczenie państwowe Polski Ludowej ustanowione ustawą z dnia 2 lipca 1949 roku ... w celu nagrodzenia wyjątkowych zasług położonych dla Narodu i Państwa... Ostatni raz nadano go w 1991. Został zniesiony w 1992.
Wzorem dla tego odznaczenia były dwa sowieckie ordery: wojskowy Order Czerwonego Sztandaru i cywilny Order Czerwonego Sztandaru Pracy. Niedługo potem zaczęto ustanawiać podobne odznaczenia w pozostałych demoludach.
Autorem projektu był Wojciech Jastrzębowski, który wzorował się na kształcie pięcioramiennego krzyża francuskiej Legii Honorowej.

## Zasady nadawania
Order Sztandaru Pracy dzielił się na dwie klasy: I i II. Mógł być nadawany w każdej klasie wielokrotnie.
Orderem Sztandaru Pracy mogły być nagrodzone osoby oraz przedsiębiorstwa, instytucje, jednostki terytorialne za zasługi w następujących dziedzinach:
- przemysłu, rolnictwa, komunikacji, budownictwa, handlu państwowego, spółdzielczości, finansów i innych działów gospodarki narodowej – przez usprawnienie lub ulepszenie metod pracy, racjonalizację pracy albo wybitne osiągnięcia w przodownictwie pracy,
- oświaty, nauki, kultury i sztuki,
- podniesienia obronności kraju,
- podniesienia zdrowotności i kultury fizycznej Narodu,
- służby publicznej.

Ustawa z dnia 17 lutego 1960 o orderach i odznaczeniach nieco zmieniła zasady nadawania orderu, stanowiąc, że Order Sztandaru Pracy może być nadany osobom, które położyły wybitne zasługi dla budowy socjalizmu w Polsce Ludowej, zwłaszcza w dziedzinach:
- gospodarki narodowej, w szczególności przez trwałe i znaczne przodownictwo w pracy, ulepszenie organizacji lub metod pracy, zwiększenie jej wydajności, wynalazczości, racjonalizatorstwo oraz wprowadzanie postępu technicznego,
- działalności społecznej i służby państwowej,
- oświaty, nauki, kultury i sztuki,
- ochrony zdrowia i rozwoju kultury fizycznej,
- umocnienia obronności państwa.

W dalszym ciągu mógł być również nadany przedsiębiorstwu, instytucji, jednostce terytorialnej, jednostce wojskowej. Górnikom order mógł być przyznany za nieprzerwaną i wyróżniającą się pracę górniczą: po 20 latach – II klasy, po 25 latach – I klasy (za 7, 10 lub 15 lat można było otrzymać Krzyż Zasługi w stopniu odpowiednim dla stażu pracy: Brązowym, Srebrnym lub Złotym).
Order był nadawany do 1952 roku przez Prezydenta RP, a następnie Radę Państwa (przez krótki okres od 1989 – ponownie przez Prezydenta). Ostatni raz nadano go w 1991. Ustawa z dnia 16 października 1992 roku zniosła ten order, uchylając przepisy ustawy z 17 lutego 1960 dotyczące Orderu Sztandaru Pracy.

## Opis odznaki

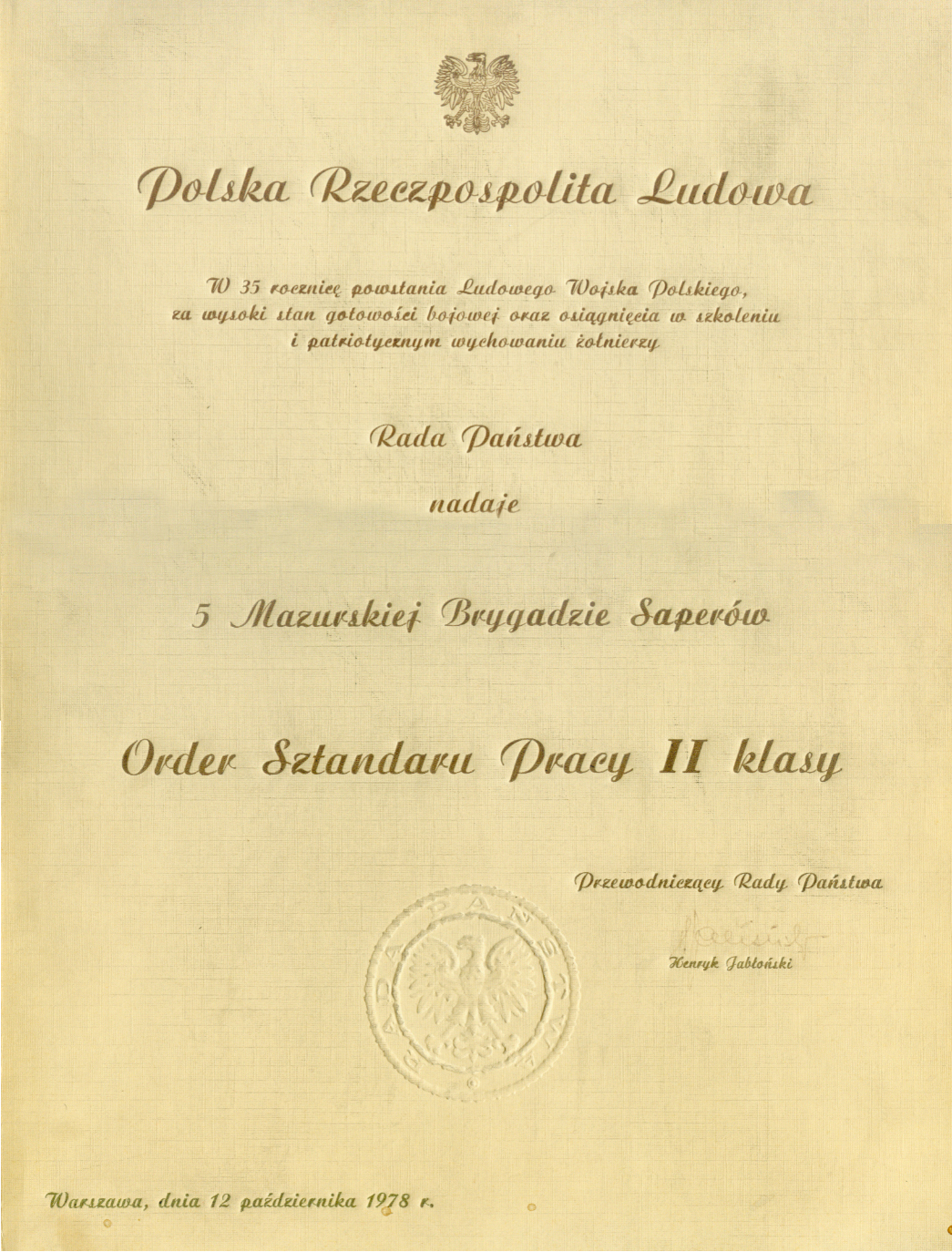
Dokument nadania Orderu Sztandaru Pracy II klasy 5 Mazurskiej Brygadzie Saperów

Odznaką Orderu Sztandaru Pracy jest pięcioramienny krzyż gwiaździsty o średnicy 43 mm. Na awersie krzyża ramiona są emaliowane na biało w obramowaniu, między ramionami znajdują się pęki promieni. W środku krzyża znajduje się okrągła tarcza emaliowana na szafirowo, na której w ramce umieszczona jest postać robotnika trzymającego w prawej ręce czerwony sztandar (nachodzący na górne ramię krzyża), a w lewej ręce młot. Na rewersie w środku krzyża na okrągłej tarczy jest napis PRL (do 1952 roku RP). Obramowanie ramion krzyża, pęki promieni, ramka tarczy, postać robotnika, drzewce i obramowanie sztandaru, młot i rewers odznaki w klasie I są złocone, a w klasie II srebrzone.
Wstążka orderu ma szerokość 36 mm, jest koloru pąsowego z wąskimi ciemnoczerwonymi paskami po bokach, o szerokości 3 mm. Na baretce w klasie I umieszczona jest rozetka na złotej podkładce, co odróżnia ją od gładkiej baretki klasy II.
Order był piątym w precedencji polskich odznaczeń państwowych. Noszono go na lewej stronie piersi:
- Order Sztandaru Pracy I klasy – po Orderze Krzyża Grunwaldu I klasy
- Order Sztandaru Pracy II klasy – po Orderze Krzyża Grunwaldu II klasy

Obecnie ordery te mogą być noszone w kolejności ich otrzymania po aktualnych orderach państwowych, a przed medalami i innymi odznaczeniami.

## Odznaczeni
Po raz pierwszy był nadany 22 lipca 1949, kiedy nadano 95 orderów klasy I i 246 klasy II, a ordery otrzymali wówczas m.in. pisarze Igor Newerly, Gustaw Morcinek, Zofia Nałkowska, Jerzy Andrzejewski i ekonomista prof. Edward Lipiński.
Łącznie przyznano 162 299 Orderów Sztandaru Pracy, w tym 1113 zbiorowości.
Wg danych Biura Odznaczeń Państwowych Kancelarii Rady Państwa oraz Biura Odznaczeń Kancelarii Prezydenta RP przyznano:
- I klasę – 8011 razy, a po 1989 r. – 974 razy,
- II klasę – 258 876 razy, a po 1989 r. – 14 394 razy;

łącznie – 282 255 orderów.
Około połowy nadanych orderów I klasy i zdecydowaną większość orderów II klasy otrzymali górnicy (zapis w Karcie Górnika uprawniał do II klasy po 20 latach pracy, a do I klasy po 25 latach pracy; jeszcze w 1991 nadano górnikom 2,5 tys. tych orderów). Otrzymanie tego orderu, w realiach PRL, było ambicją wielu ludzi kończących karierę zawodową, zwłaszcza że wiązało się z nim uzyskiwanie dodatku do emerytury w wysokości 20% podstawy świadczenia (podobnie jak z niektórymi innymi polskimi wysokimi odznaczeniami, zwanymi potocznie orderami chlebowymi).